# お下がり
お下がり （おさがり）
1. 神仏に供えた飲食物（神の場合は神饌）などを下げたもの（同、撤饌）
2. 客に出した飲食物の残りのこと
3. 年長者が使用した物を、年少者が使用する場合のその物及び、物の移動行為。（後述）
4. 新年の季語

お下がり （おさがり）は年長者が使用した物を、年少者が使用する場合のその物及び、物の移動行為を指す。お下がりとなるものは、再使用が出来るもの。
高度経済成長期までの日本は購買力が低く、また物は使えなくなるまで大切に使うべきだということが常識としてあった。そのため、子供の衣類や育児用品のように、まだきれいな状態のまま本人の成長により使えなくなるものは、兄弟姉妹あるいは親族・知人間での「お下がり」が当然のことであった。
- 1980年代には、みなみらんぼう作詞作曲「三女・おさがり節」（NHKみんなのうた、1989年6月-7月放映）という曲もあった。この曲は、三女であるばかりになにもかも「おさがり」になってしまう女の子の気持ちをユーモラスに歌っている。

しかし高度経済成長期以降、可処分所得が増えて購買力があがり、また少子化で親・祖父母が一人の子供にかけられるお金が増え、お下がりはだんだん行われなくなっていった。
お下がりをもらって気を使うより、お金を出して新しい商品を買うことが出来るようになっていったからである。またあげる方も、相手がありがた迷惑に感じるかもしれないと躊躇するからである。
現在では、かつて「お下がり」で回されていた衣服や育児用品が、バザー、フリーマーケット、ガレージセールや、リサイクルショップの定番となっている。